# Çiftlik, Ahırlı
Çiftlik là một xã thuộc huyện Ahırlı, tỉnh Konya, Thổ Nhĩ Kỳ. Dân số thời điểm năm 2011 là 230 người.